# Voli (stolica tytularna)
Voli (łac. Volitanus) – stolica historycznej diecezji we Cesarstwie rzymskim w prowincji Afryka Prokonsularna, sufragania metropolii Kartagina. Współcześnie w Tunezji. Obecnie katolickie biskupstwo tytularne.

## Biskupi tytularni
| Lp. | Biskup                              | Funkcja                                          | Od               | Do               |
| --- | ----------------------------------- | ------------------------------------------------ | ---------------- | ---------------- |
| 1   | Petru Pleșca                        | ordinarius substitutus diecezji Jassów (Rumunia) | 4 grudnia 1965   | 19 marca 1977    |
| 2   | Joseph Devine                       | biskup pomocniczy Glasgow (Szkocja)              | 5 maja 1977      | 13 maja 1983     |
| 3   | Francisco Javier Martínez Fernández | biskup pomocniczy Madrytu (Hiszpania)            | 20 marca 1985    | 15 marca 1996    |
| 4   | Emil Paul Tscherrig                 | nuncjusz apostolski                              | 4 maja 1996      | 30 września 2023 |
| 5   | Janusz Urbańczyk                    | nuncjusz apostolski                              | 25 stycznia 2024 |                  |